# Русско-Балтийский порт
Ру́сско-Балти́йский порт (эст. Vene-Balti sadam, код: EEVEB) — морской судоремонтный и торговый порт в Таллине, Эстония. Расположен на севере залива Копли, на оконечности полуострова Копли. Территория порта — 58,2 га. Позывные: 11 канал МВ, «KOPLI». Порт принадлежит концерну BLRT Grupp AS. Оператор порта — общество с ограниченной ответственностью Vene-Balti Sadam OÜ. Официальный адрес порта: ул. Копли, 103, Таллин. 

## История порта

### В Российской империи
Порт был построен в 1913 году как порт Русско-Балтийского судоремонтного завода.

### В Советской Эстонии
На советских топографических картах (О-42, 1:25 000) (1961, 1987)) современный Русско-Балтийский и Порт погранохраны вместе называются Копли-Северная гавань (расположенные южнее современные порт Беккера и соседствующий с ним порт Меэрузе вместе носят название Копли-Южная гавань).

### В Эстонской республике
После распада СССР в южной части бассейна Русско-Балтийского порта был создан самостоятельный Порт погранохраны. Остальная часть порта получила название порт Балтийского судоремонтного завода (эст. Balti Laevaremonditehase sadam). Современное название порта было официально утверждено 26 февраля 1998 года.  
На территории порта и оконечности полуострова Копли действует большое число предприятий, входящих в состав основанного в 1996 году концерна «BLRT Grupp»; недалеко от порта расположен головной офис концерна. 

## Описание порта
Территория порта составляет 58,2 га (581 964,79 м²), площадь акватории — 168,3 га. Порт защищён от открытого моря молами. В порту два басcейна с отдельными входами: Северный бассейн (эст. Põhjabassein) и Южный бассейн (эст. Lõunabassein). Имеется 21 стационарный причал общей длиной 2380 м. Навигационный период — с 1 января по 31 декабря.  

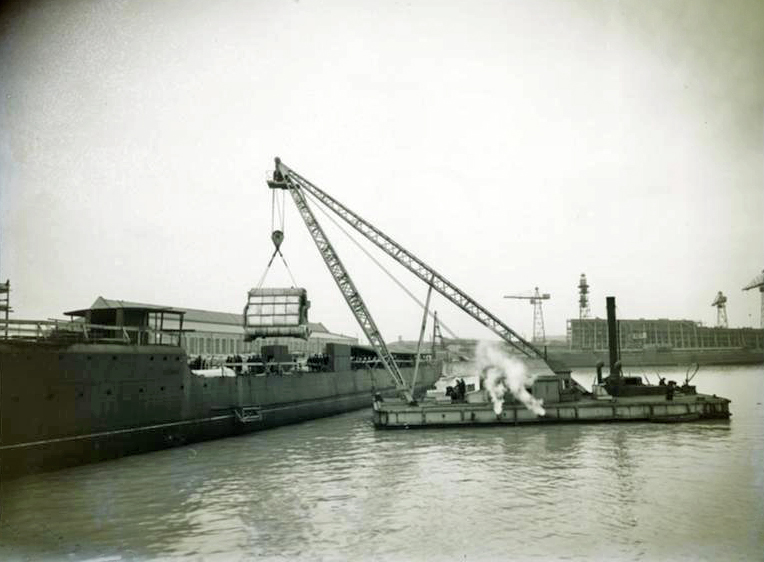
Погрузочно-разгрузочные работы в Русско-Балтийском порту, 1915 год

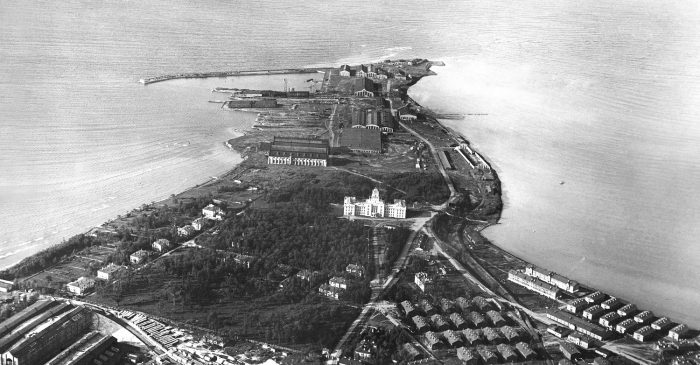
Вверху слева Русско-Балтийский порт, 1920 год

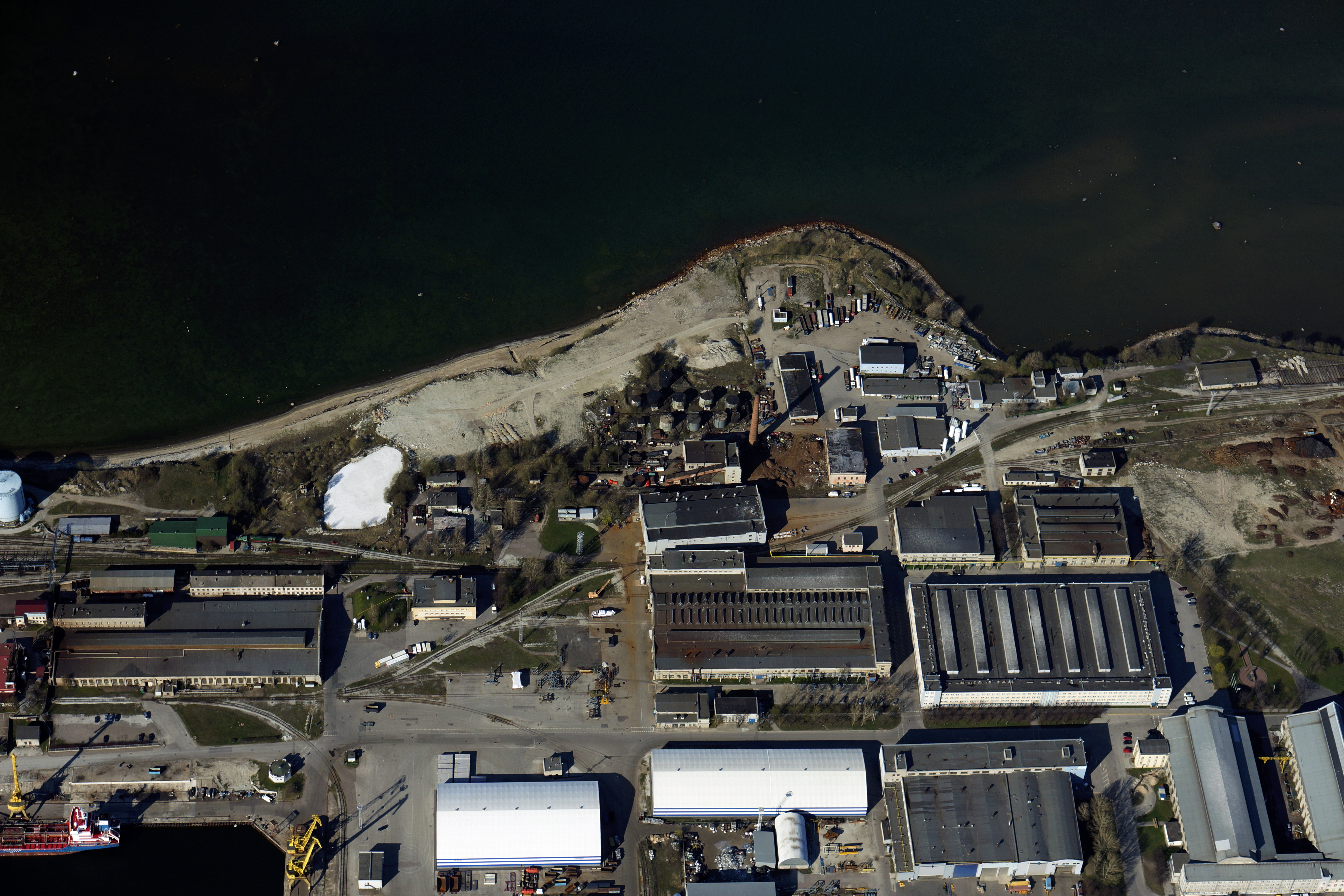
Территория предприятий концерна BLRT Grupp на полуострове Копли, внизу слева — Русско-Балтийский порт

Технические данные порта согласно Регистру портов Эстонии:
- общий тоннаж судна — 7500 тонн и более;
- наибольшая длина судна — 200 м;
- наибольшая ширина судна — 35 м;
- наибольшая осадка судна — 10,2 м;
- наименьшая ширина судового хода — 120 м;
- наименьшая глубина судового хода — 7,5 м.

Причалы порта:
| Наименование причала | Тип причала  | Глубина у причала, м | Длина причала, м |
| -------------------- | ------------ | -------------------- | ---------------- |
| № 0                  | стационарный | 10,6                 | 135              |
| № 1                  | стационарный | 8,4                  | 112              |
| № 2                  | стационарный | 7,3                  | 128              |
| № 3А                 | стационарный | 5,5                  | 103              |
| № 3В                 | стационарный | 4,1                  | 52               |
| № 4А                 | стационарный | 4,4                  | 20               |
| № 4В                 | стационарный | 7,2                  | 110              |
| № 5                  | стационарный | 6,3                  | 130              |
| № 6                  | стационарный | 9,6                  | 120              |
| № 7                  | стационарный | 9,5                  | 120              |
| № 8                  | стационарный | 5,1                  | 150              |
| № 9А                 | стационарный | 4,9                  | 20               |
| № 9В                 | стационарный | 6,2                  | 74               |
| № 10                 | стационарный | 6,6                  | 94               |
| № 11                 | стационарный | 7,5                  | 94               |
| № 12                 | стационарный | 7,5                  | 94               |
| № 13                 | стационарный | 7,5                  | 94               |
| № 14                 | стационарный | 7,5                  | 120              |
| № 15                 | стационарный | 7,4                  | 120              |
| № 16                 | стационарный | 5,8                  | 100              |
| № 17                 | стационарный | 6,1                  | 100              |
| № 18                 | стационарный | 5,6                  | 100              |
| № 19                 | стационарный | 6,6                  | 100              |
| № 20                 | стационарный | 6,1                  | 86               |

### Северный бассейн
Северный бассейн состоит из причалов с номерами от 0 до 8. Ширина устья гавани — около 130 м. От волн открытого моря бассейн защищен Старо-Западным (Вана-Ляэнеским) пирсом, длина которого составляет 480 метров. Причалы с номерами от 0 до 2 относятся к нефтяному терминалу. У причала № 0 построен специальный пирс длиной 84 м для танкеров, позволяющий принимать суда длиной до 185 метров. Причалы с  № 3 по № 7 используются для обслуживания ремонтируемых судов, рыбохозяйственных барж и грузовых судов. На причалах № 4—7 установлены козловые краны грузоподъёмностью 10 тонн. У причала № 8 суда режут на металлолом.

### Южный бассейн
Южный бассейн состоит из причалов с номерами от 9 до 20. Ширина устья гавани — около 120 метров. От волн открытого моря бассейн защищен Западным (Ляэнеским) пирсом длиной 240 метров, отделяющим южный бассейн от северного бассейна, и Южным (Лыунаским) пирсом; их общая длина составляет 500 м. Напротив устья южного бассейна расположены два плавучих дока. Причалы № 9—15 используются для обслуживания судов, находящихся в ремонте. Исключением является причал № 11, где также осуществляется водоснабжение рыбоводных барж и погрузка сложных и тяжеловесных конструкций на грузовые суда. Причалы  № 9—13 имеют четыре козловых крана: два грузоподъёмностью 10 тонн, один грузоподъёмностью 20 тонн и один грузоподъёмностью 32 тонны. У причала № 11 расположен передвижной большегрузный кран грузоподъёмностью 850 тонн. На причальной линии № 14—15 находятся два козловых крана: один грузоподъёмностью 20 тонн, другой грузоподъёмностью 30 тонн. Причалы  № 16—20 предназначены для стоянки и швартовки служебного флота порта.